# Wu Yibing
Dans ce nom chinois, le nom de famille, Wu, précède le nom personnel.
Pour les articles homonymes, voir Wu.
Ne pas confondre avec Wu Di, également joueur de tennis.
Wu Yibing (en chinois : 吴易昺), né le 14 octobre 1999 à Hangzhou, est un joueur de tennis chinois, professionnel depuis 2017.

## Carrière

### Junior
En 2016, Wu Yibing devient champion d'Asie junior et atteint en décembre la finale de l'Orange Bowl dans la catégorie des moins de 18 ans. Il s'incline face au Serbe Miomir Kecmanović.
En janvier 2017, il atteint les demi-finales du tournoi junior de l'Open d'Australie, dont il est tête de série no 1. En février, il est sélectionné dans l'équipe de Coupe Davis de son pays et remporte son match contre le Taïwanais Jason Jung.
En juillet, tête de série no 2 du tournoi junior à Wimbledon, il est battu en quarts de finale par le futur vainqueur, l'Espagnol Alejandro Davidovich Fokina. En septembre, Wu Yibing remporte le tournoi junior de l'US Open de tennis en simple et en double (associé au Taïwanais Hsu Yu-hsiou). Il devient ainsi no 1 mondial. Il termine sa carrière en junior par le Masters de Chengdu où il s'incline en finale contre le Finlandais Emil Ruusuvuori.

### Débuts professionnels
Sur le circuit professionnel, il remporte son premier tournoi Future à Anning en mars 2017. La même année, il atteint les demi-finales du tournoi Challenger de Chengdu en août puis la finale du tournoi Challenger de Shanghai en septembre, où il s'impose contre Lu Yen-hsun sur abandon.

### 2022: trois victoires en Challenger et premières victoires en Grand Chelem
Durant l'année 2022, Wu Yibing enchaine de bons résultats en tournois Challenger. Il atteint les quarts à Zagreb où il est éliminé par Jason Kubler, puis il remporte un titre à Orlando en s'imposant notamment contre Emilio Gómez en demi-finale et Jason Kubler, sur abandon, en finale.
En juillet, il enchaine deux victoires sur le tournoi secondaire de Rome. Il bat entre autres Malek Jaziri, Jeffrey John Wolf et Ben Shelton. Il enchaine avec un sacre au tournoi d'Indianapolis, où il élimine notamment l'ancien top 40 Peter Gojowczyk, Yasutaka Uchiyama et Aleksandar Kovacevic en finale. Classé 1068e mondial en mars, il passe à la 173e place en août, soit une avancée de 895 places.
Il participe ensuite aux qualifications de l'US Open où il élimine trois anciens membres du top 100 mondial : Ričardas Berankis (6-4, 6-3), Stefano Travaglia (6-7, 7-6, 6-3) et Corentin Moutet (7-6, 6-2). Dans le tableau principal, il bat la tête de série no 31, Nikoloz Basilashvili (6-3, 6-4, 6-0), devenant le premier joueur masculin chinois à gagner un match en Grand Chelem. Au tour suivant, il bat le qualifié Nuno Borges (6-7, 7-6, 4-6, 6-4, 6-4) pour affronter le numéro 1 mondial Daniil Medvedev au troisième tour contre qui il perd en trois sets (6-4, 6-2, 6-2).
Dans un tournoi challenger à Séoul, il atteint la finale en battant notamment deux têtes de série : Radu Albot et Kamil Majchrzak. Il s'incline pour le titre face à Li Tu (7-6 6-4).

### 2023:1erChinois titré en ATP, première victoire sur un top 10, top 60
Après une défaite en phase qualificative à Adelaïde, il reçoit une invitation pour disputer son deuxième tournoi majeur, l'Open d'Australie, où il perd dès son entrée en lice face à Corentin Moutet. Puis il obtient de bons résultats au Challenger de Cleveland, battant entre autres Tennys Sandgren pour atteindre la finale face à Aleksandar Kovacevic, contre qui il s'incline. Ce résultat lui permet d'entrer pour la première fois dans le top 100 mondial en février, devenant le second Chinois à le faire après Zhang Zhizhen.
À Dallas, il devient le premier Chinois à se hisser en finale d'un tournoi ATP après avoir éliminé successivement Michael Mmoh puis trois têtes de série du tournoi : Denis Shapovalov (no 3) (7-61, 6-4), Adrian Mannarino (no 8) (6-3, 6-4) et Taylor Fritz (no 1) (63-7, 7-5, 6-4) alors 8e mondial. Il remporte ensuite le tournoi face à John Isner dans un match de 2 h 58 durant lequel il sauve 5 balles de match (64-7, 7-63, 7-612), devenant donc le premier joueur chinois à s'imposer sur le circuit principal. Lors de la remise du trophée, il déclare : « Je sais que je suis en train d'écrire l'histoire pour mon pays ici. Je suis très fier de moi. »[réf. nécessaire] À l'issue du tournoi, il devient le premier Chinois à intégrer le top 60 du classement ATP, à la 58e place.
Après avoir passé deux tours à Indian Wells et à Miami, il améliore à nouveau son classement avec une 57e place mondiale. Au Masters 1000 de Rome, il élimine Richard Gasquet (alors 44e mondial) avant de perdre face à Francisco Cerúndolo, tête de série numéro 24. À Roland-Garros, il est éliminé d'entrée par Roberto Bautista-Agut.
À Stuttgart, il élimine l'Australien Nick Kyrgios (7-5, 6-3) mais échoue face à Márton Fucsovics au tour suivant. il enchaine par la suite une série de quatre éliminations au premier tour. Il se ressaisie à Atlanta. Il passe le premier tour face au Français Corentin Moutet (6-3, 6-4) pour se retrouver face à la 1re tête de série du tournoi, le 9e mondial (qu'il a déjà battu à Dallas); Taylor Fritz. Il échoue en deux sets  (6-4, 7-6).
86e mondial, il fait face à Dušan Lajović pour son premier tour à l'US Open. Après un match de presque trois heures, il passe au second tour en cinq sets (3-6, 6-4, 2-6, 6-4, 6-2). Au tour suivant il doit affronter la 13e tête de série, Alex de Minaur. Il perd (6-1, 6-2, 6-1). Après cette défaite, il sort du top 100 mondial. Ne défendant pas les points de sa finale de 2022 au Challenger de Séoul, il continue de descendre dans le classement mondial.

### 2024: dégringolade au classement
Il commence l'année en étant classé 121e mondial.
Qualifié pour Houston, il échoue au premier tour face à Jordan Thompson. Il descend au 293e rang mondial[Quand ?], soit son plus mauvais classement depuis 2022.
Absent par la suite durant plusieurs mois, il se rend à Jinan, pour le tournois challenger. Il y élimine coup sur coup le grec Stefanos Sakellaridis, puis le taïwanais Tung-Lin Wu, il enchaine en écartant son compatriote SunFajing et l’américain Keegan Smith. Il s’offre le titre face au japonais Rio Noguchi.
Il se présente à Shanghai, invité alors qu'il est classé au delà de la 500e place mondiale. il passe cependant le premier tour face à Sumit Nagal (6-3 6-3), puis; il créer la surprise en sortant la 25e tête de série Nicolás Jarry en deux sets (6-2 6-1). Malgré une bonne résistance, il sera sorti par Carlos Alcaraz en deux sets.

### 2025: titre sur le circuit secondaire
Alors qu'il n'a joué aucun match depuis le tournoi de Shanghai, il est invité en mars pour le Masters 1000 de Miami, où il s'incline dès le premier tour. Il atteint ensuite les quarts de finale au Challenger d'Oeiras. Puis, après une défaite précoce en qualification de Roland-Garros, il s’adjuge le tournoi Challenger de Tyler alors qu’il est issu des qualifications. Il enchaine par la suite avec une demi-finale à Cary. Grâce à ces victoires, il remonte petit à petit dans le classement mondial.
Il se présente aux qualifications à Washington, il est alors classé 243e mondial. Il élimine l'américain Mitchell Krueger et le français (ex 51e mondial) Corentin Moutet. Au premier tour, il élimine facilement un autre français, le 48e mondial Gaël Monfils (6-3 6-1). Il bat ensuite le 24e mondial et 10e tête de série, Alexei Popyrin (7-5 5-7 6-3). Il perd ensuite en deux sets (6-3 6-2) face à Daniil Medvedev

## Palmarès

### Titre en simple messieurs
| No | Date       | Nom et lieu du tournoi | Catégorie | Dotation  | Surface    | Finaliste  | Score             |          |
| -- | ---------- | ---------------------- | --------- | --------- | ---------- | ---------- | ----------------- | -------- |
| 1  | 06-02-2023 | Dallas Open, Dallas    | ATP 250   | 737 170 $ | Dur (int.) | John Isner | 64-7, 7-63, 7-612 | Parcours |

## Parcours dans les tournois duGrand Chelem

### En simple
| Année | Open d'Australie | Open d'Australie | Internationaux de France | Internationaux de France | Wimbledon       | Wimbledon      | US Open        | US Open         |
| ----- | ---------------- | ---------------- | ------------------------ | ------------------------ | --------------- | -------------- | -------------- | --------------- |
| 2022  | —                | —                | —                        | —                        | —               | —              | 3e tour (1/16) | Daniil Medvedev |
| 2023  | 1er tour (1/64)  | Corentin Moutet  | 1er tour (1/64)          | R. Bautista-Agut         | 1er tour (1/64) | Frances Tiafoe | 2e tour (1/32) | Alex de Minaur  |

N.B. : à droite du résultat se trouve le nom de l'ultime adversaire.

### En double messieurs
| Année | Open d'Australie | Open d'Australie | Internationaux de France                                                        | Internationaux de France | Wimbledon | Wimbledon | US Open | US Open |
| ----- | ---------------- | ---------------- | ------------------------------------------------------------------------------- | ------------------------ | --------- | --------- | ------- | ------- |
| 2023  | —                | —                | 2e tour (1/16) P. Cachín \|\| style="text-align:left;" \| W. Koolhof N. Skupski | —                        | —         | —         | —       |         |

N.B. : le nom du partenaire se trouve sous le résultat ; les noms des ultimes adversaires se trouvent à droite.

## Parcours dans lesMasters 1000
| Année | Indian Wells          | Miami                  | Monte-Carlo | Madrid             | Rome                 | Canada | Cincinnati | Shanghai             | Paris |
| ----- | --------------------- | ---------------------- | ----------- | ------------------ | -------------------- | ------ | ---------- | -------------------- | ----- |
| 2017  | —                     | —                      | —           | —                  | —                    | —      | —          | 1er tour G. Simon    | —     |
| 2018  | —                     | —                      | —           | —                  | —                    | —      | —          | 2e tour K. Nishikori | —     |
|       |                       |                        |             |                    |                      |        |            |                      |       |
| 2023  | 2e tour A. Davidovich | 2e tour D. Schwartzman | —           | 1er tour A. Molčan | 2e tour F. Cerúndolo | —      | —          | —                    | —     |
| 2024  | —                     | —                      | —           | —                  | —                    | —      | —          | 3e tour C. Alcaraz   | —     |
| 2025  | —                     | 1er tour M. Arnaldi    | —           | —                  | —                    | —      |            |                      |       |

N.B. : sous le résultat se trouve le nom de l’ultime adversaire.

## Victoires sur le top 10
Toutes ses victoires sur des joueurs classés dans le top 10 de l'ATP lors de la rencontre.
| Légende               |
| Grand Chelem          |
| Masters 1000          |
| 500 Series            |
| 250 Series            |
| Coupe Davis / ATP Cup |

| # | W.Y.  | Tournoi | Année | Surface    | Adversaire   | Rang | Tour | Score          |
| - | ----- | ------- | ----- | ---------- | ------------ | ---- | ---- | -------------- |
| 1 | no 97 | Dallas  | 2023  | Dur (int.) | Taylor Fritz | no 8 | 1/2  | 63-7, 7-5, 6-4 |

## Classements ATP en fin de saison
| Année          | 2016 | 2017 | 2018 | 2019 | 2020 | 2021 | 2022 | 2023 | 2024 |
| Rang en simple | 926  | 306  | 356  | 857  | 885  | 1111 | 117  | 121  | 408  |
| Rang en double | 1563 | 304  | 1051 | 1177 | 1243 | 1543 | 1162 | 573  | –    |

Source : (en) Classements de Wu Yibing sur le site officiel de la Fédération internationale de tennis